# Lamprecht (Neuhaus am Rennweg)

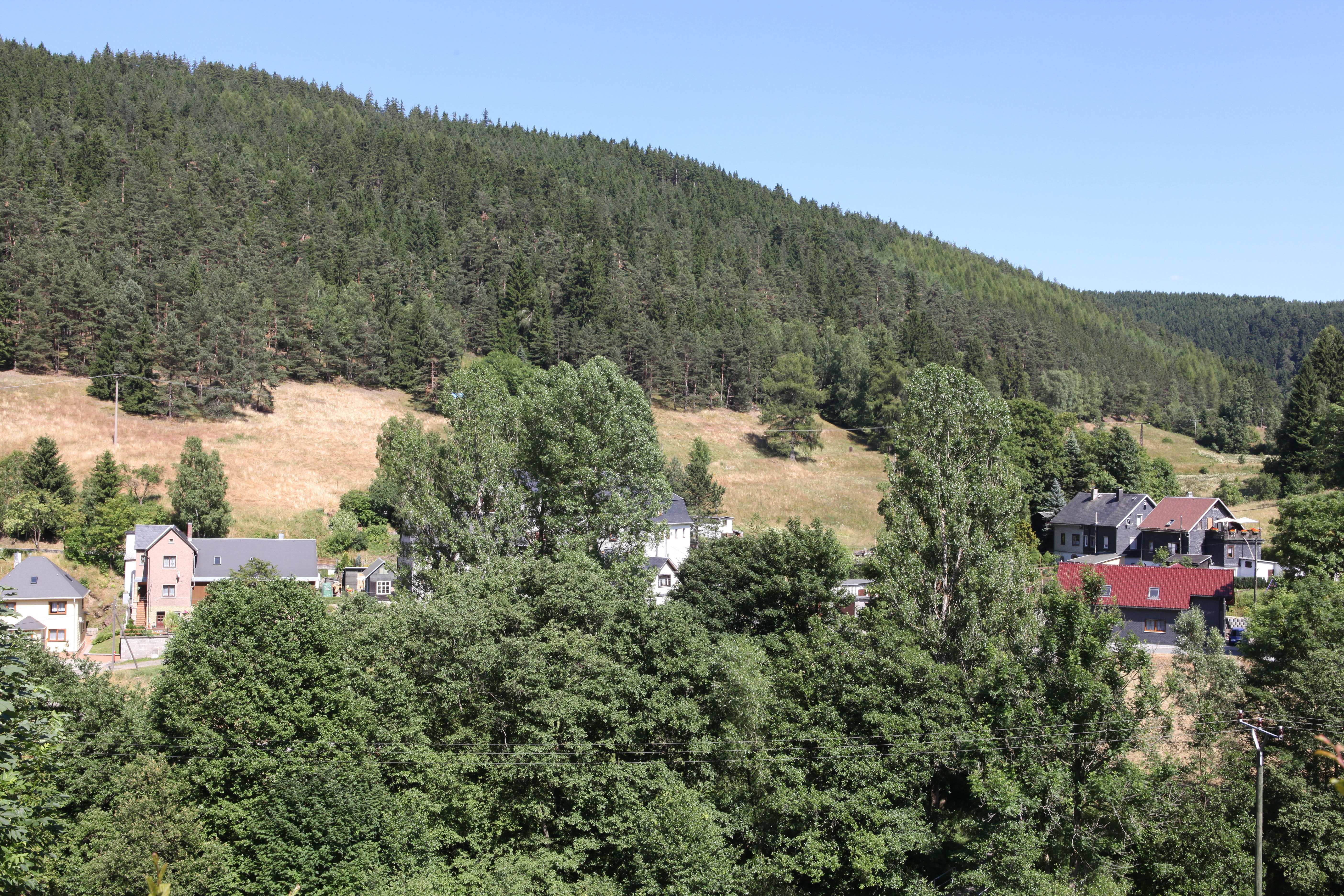
Lamprecht

Lamprecht ist eine Siedlung im Ortsteil Lichte der Stadt Neuhaus am Rennweg im Landkreis Sonneberg in Thüringen.
Lamprecht ist ein mit Wallendorf zusammengewachsenes Gebirgsdorf im Tal des Flusses Lichte.

## Geschichte
Der Ort wurde am 21. Dezember 1386 erstmals urkundlich erwähnt.
Zum 1. Januar 2019 kam Lamprecht im Zuge der Eingemeindung von Lichte zur Stadt Neuhaus am Rennweg und wechselte damit vom Landkreis Saalfeld-Rudolstadt in den Landkreis Sonneberg.